# Yusaku Ueno
Yusaku Ueno (上野 優作 Ueno Yusaku?, nacido el 1 de noviembre de 1973 en Tochigi) es un exfutbolista japonés. Jugaba de delantero y su último club fue el Tochigi SC de Japón.

## Trayectoria

### Clubes
| Club                | País  | Año         |
| ------------------- | ----- | ----------- |
| Avispa Fukuoka      | Japón | 1996 - 1999 |
| Sanfrecce Hiroshima | Japón | 2000        |
| Kyoto Purple Sanga  | Japón | 2001 - 2002 |
| Albirex Niigata     | Japón | 2003 - 2005 |
| Sanfrecce Hiroshima | Japón | 2006 - 2007 |
| Tochigi SC          | Japón | 2007 - 2008 |

## Palmarés

### Títulos nacionales
| Título             | Club               | País  | Año  |
| ------------------ | ------------------ | ----- | ---- |
| Copa del Emperador | Kyoto Purple Sanga | Japón | 2002 |
| J2 League          | Albirex Niigata    | Japón | 2003 |